# Dauphin, Alpes-de-Haute-Provence
Dauphin là một xã ở tỉnh Alpes-de-Haute-Provence, vùng Provence-Alpes-Côte d'Azur ở đông nam nước Pháp.